# Нью-Йорк сити опера
«Нью-Йорк сити опера» (Городская опера Нью-Йорка; англ. New York City Opera) — оперный театр в Нью-Йорке.
Театр был создан в июле 1943 года как часть городского Центра музыки и драмы. Тогдашний мэр города Ф. Ла Гуардиа, по решению которого был создан Центр, назвал новый театр «народной оперой, популяризатором оперного искусства для широких масс». Театр открылся 21 февраля 1944 года постановкой оперы «Тоска» Дж. Пуччини. В феврале 1966 года театр переехал в новое здание Городского театра (с 2008 года называемое «Театр Дэвида Коука») в Линкольн-центре, в котором также выступает труппа Нью-Йоркского городского балета.
В разные годы в репертуар театра входили произведения мировой классики и оперы XX века, в том числе оперы П. И. Чайковского, А. П. Бородина, Д. Д. Шостаковича, И. Ф. Стравинского и других русских композиторов. На сцене Нью-Йоркской городской оперы состоялись мировые премьеры опер американских композиторов А. Копленда, Л. Бернстайна, Х. Вайсгалла, К. Флойда, Р. Уорда, В. Джаннини и др., американские премьеры европейских опер «Замок герцога Синяя Борода» (Б. Барток), «Молчаливая женщина» (Р. Штраус), «Огненный ангел» (С. С. Прокофьев), нью-йоркская премьера оперы «Диалоги кармелиток» (Ф. Пуленк) и др. Ставились также оперетты и мюзиклы.
Финансовые сложности вынудили Нью-Йоркскую городскую оперу покинуть Линкольн-центр в 2011 г. и существенно сократить количество выступлений. В сезоне 2012—2013 годов спектакли театра проходили на сценах различных (преимущественно небольших) театров Нью-Йорка. В 2013 году деятельность театра была приостановлена, в 2016 возобновлена. Возрождённый театр не имеет собственной сцены. Оперные спектакли ставятся на сцене Rose theater (ок. 1200 мест) Джазового концертного комплекса Линкольн-центра (англ. Jazz at Lincoln Center, сокращённо JALC), прочие — на различных нью-йоркских сценах.
В качестве руководителей театра выступали дирижёры Эрих Лайнсдорф и Юлиус Рудель, на протяжении 20 лет примадонной и затем в 1979-89 гг. руководителем театра была Беверли Силлс. Также на сцене пели П. Доминго, С. Рэми, Х. Каррерас, Ш. Милнз, К. Ванесс, Р. Флеминг, Р. Скотто. В 2021—2024 гг. музыкальный руководитель и главный дирижёр театра — Константин Орбелян.